# Nanjō
Nanjō (南城市 Nanjō-shi?) este un municipiu din Japonia, prefectura Okinawa.